# Parafia Vernon
Parafia Vernon (ang. Vernon Parish) – parafia cywilna w stanie Luizjana w Stanach Zjednoczonych. Obszar całkowity parafii obejmuje powierzchnię 1 341,49 mil2 (3474,45 km²). Według danych z 2010 r. parafia miała 52 334 mieszkańców. Parafia powstała w 30 marca 1871 roku, a jej nazwa pochodzi od Mount Vernon – posiadłość pierwszego prezydenta Stanów Zjednoczonych, Jerzego Waszyngtona.

## Sąsiednie parafie
- Parafia Natchitoches (północ)
- Parafia Rapides (wschód)
- Parafia Allen (południowy wschód)
- Parafia Beauregard (południe)
- Hrabstwo Newton (Teksas) (zachód)
- Parafia Sabine (północny zachód)

## Miasta
- Hornbeck
- Leesville
- New Llano
- Rosepine

## Wioski
- Anacoco
- Simpson

## CDP
- Fort Polk North
- Fort Polk South
- Pitkin